# Swetlana Germanowitsch
Swetlana Wiktorowna Germanowitsch (russisch Светлана Викторовна Германович; * 21. September 1986 in Temirtau) ist eine kasachische Ruderin.

## Karriere
Swetlana Germanowitsch startete bei den Asienspielen 2006 im Vierer ohne Steuerfrau mit Inga Dudchenko, Tatyana Feklistova und Mariya Filimonova. Nach Vorlauf und Hoffnungslauf trat der Vierer zum B-Finale aber nicht an. Mit Mariya Filimonova trat sie im Doppelzweier bei den Weltmeisterschaften 2007 an. Gemeinsam erreichten sie den 15. Platz. Bei den Asienspielen 2010 gewann sie mit Oxana Nazarova die Silbermedaille im Zweier ohne Steuerfrau hinter der chinesischen Crew. Ergänzt durch Yekaterina Artemyeva und Mariya Filimonova gewannen sie zusätzlich die Bronzemedaille im Vierer ohne Steuerfrau.
Im April 2012 qualifizierte sie sich im Einer bei der Qualifikationsregatta in Chungju für die Olympischen Sommerspiele 2012. Bei den Olympischen Sommerspielen in London gewann sie das E-Finale und belegte damit den 25. Platz bei den Wettbewerben auf dem Dorney Lake. 2014 ging bei den Weltmeisterschaften ein Doppelvierer aus Kasachstan in der Besetzung Yekaterina Artemyeva, Swetlana Germanowitsch, Mariya Vassilyeva und Viktoriya Chepikova an den Start. Im Hoffnungslauf schieden die Vier als 13. Boot aus. Bei den Asienspielen 2014 in Incheon folgte für die vier ein vierter Platz im Doppelvierer. Mit Mariya Vassilyeva gewann sie bei den Asienspielen zusätzlich die Silbermedaille im Doppelzweier. 2015 nahm sie im Einer an den Weltmeisterschaften teil, wo sie das E-Finale gewinnen konnte und in der Endabrechnung den 25. Platz belegte. Später im Jahr gewann sie bei den Asienmeisterschaften in Peking zwei Silbermedaillen. Im Zweier ohne Steuerfrau mit Viktoriya Chepikova und im Doppelvierer mit Chepikova, Mariya Poida und Yekaterina Artemyeva. 
2016 schaffte sie es erneut, sich bei der Asiatischen Qualifikationsregatta in Chungju für die Olympischen Sommerspiele 2016 zu qualifizieren. Beim Olympischen Ruderwettbewerb belegte sie den zweiten Platz im E-Finale und damit den 26. Platz. Im September gewann sie mit Viktoriya Chepikova die Bronzemedaille im Zweier ohne Steuerfrau bei den Asienmeisterschaften in Jiashan. 2017 gewann sie bei den Asienmeisterschaften in Pattaya die Silbermedaille im Doppelvierer mit Alina Mochula, Alexandra Opatschanowa und Mariya Poida. Im Jahr darauf machte sie einen Doppelstart bei den Asienspielen 2018. Im Zweier ohne Steuerfrau belegte sie mit Viktoriya Chepikova den sechsten Platz. Zusätzlich belegten die beiden den vierten Platz im Vierer ohne Steuerfrau, unterstützt durch Mariya Poida und Alexandra Opachanova. Bei den Weltmeisterschaften 2019 belegte sie den 20. Platz im Einer.

## Internationale Erfolge

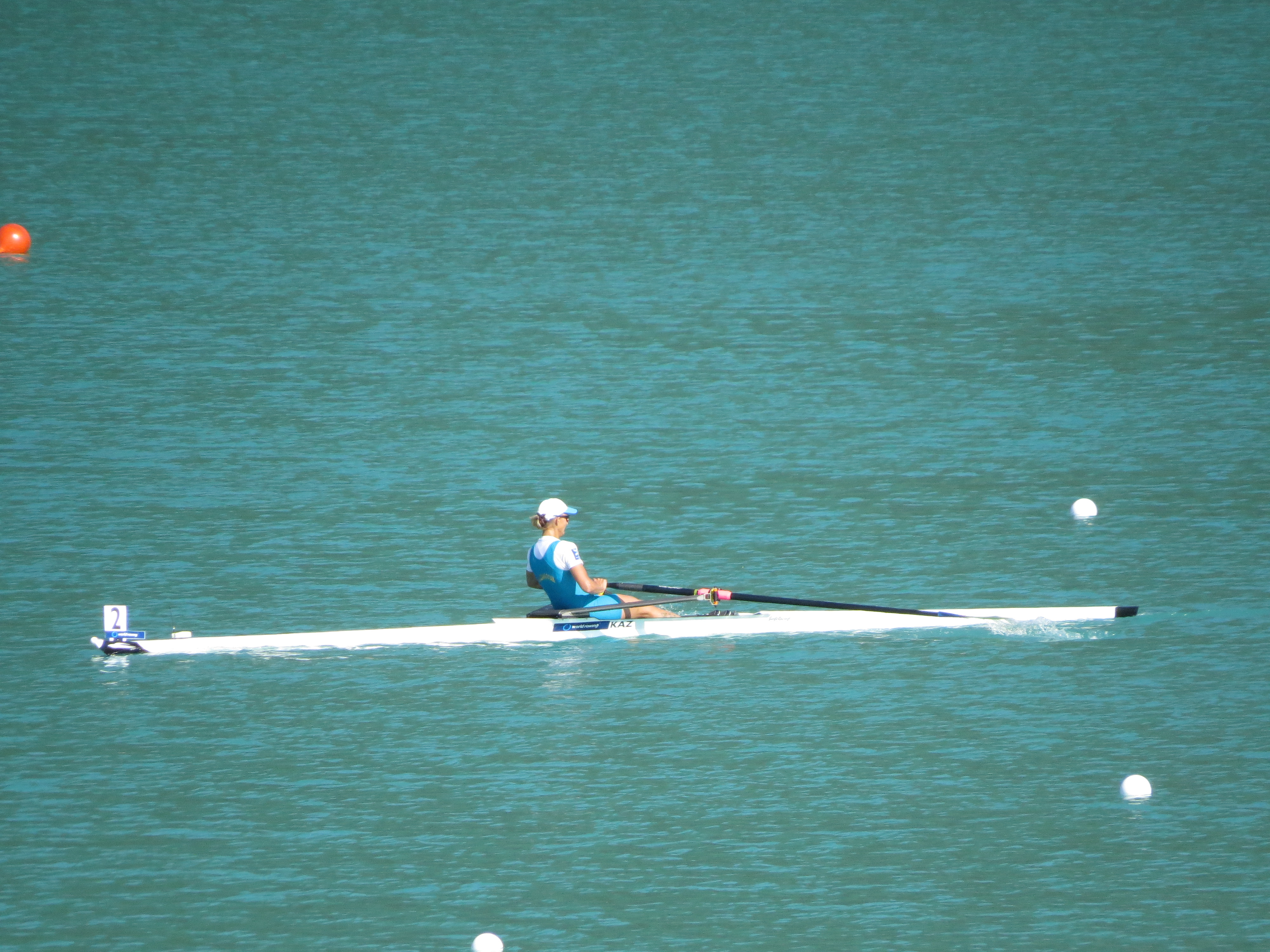
Swetlana Germanowitsch im Einer während der Ruder-Weltmeisterschaften 2015

- 2007: 15. Platz Weltmeisterschaften im Doppelzweier
- 2010: Silbermedaille Asienspiele im Zweier ohne Steuerfrau
- 2010: Bronzemedaille Asienspiele im Vierer ohne Steuerfrau
- 2012: 25. Platz Olympische Sommerspiele im Einer
- 2014: 13. Platz Weltmeisterschaften im Doppelvierer
- 2014: Silbermedaille Asienspiele im Doppelzweier
- 2014: 4. Platz Asienspiele im Doppelvierer
- 2015: 25. Platz Weltmeisterschaften im Einer
- 2015: Silbermedaille Asienmeisterschaften im Zweier ohne Steuerfrau
- 2015: Silbermedaille Asienmeisterschaften im Doppelvierer
- 2016: 26. Platz Olympische Sommerspiele im Einer
- 2016: Bronzemedaille Asienmeisterschaften im Zweier ohne Steuerfrau
- 2017: Silbermedaille Asienmeisterschaften im Doppelvierer
- 2018: 4. Platz Asienspiele im Vierer ohne Steuerfrau
- 2018: 6. Platz Asienspiele im Zweier ohne Steuerfrau
- 2019: 20. Platz Weltmeisterschaften im Einer